# Brzeźnica (dopływ Prosny)
Brzeźnica – struga w powiecie wieruszowskim w województwie łódzkim, prawy dopływ Prosny o długości 12,66 km. Wypływa w pobliżu wsi Ochędzyn Stary.